# اتحاد الجامعات الإفريقية

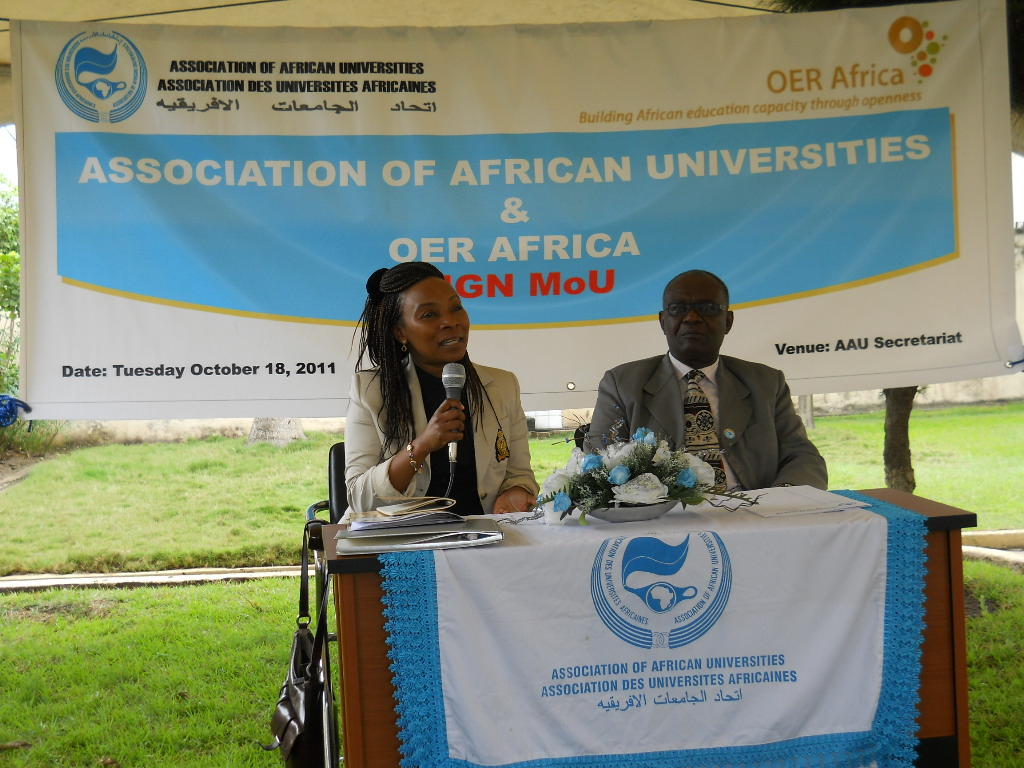

اتحاد الجامعات الأفريقية هي منظمة غير ربحية تأسست في الرباط بالمغرب عام1967 من قبل الجامعات الأفريقية لتشجيع التعاون في ما بينها وبين المجتمع الأكاديمي الدولي. وتضم في عضويتها حاليا 208 مؤسسة تعنى بالتعليم العالي والبحث العلمي من كامل أقاليم القارة ومجموعاتها اللغوية، ويطمح الاتحاد أن يكون صوت مجتمع التعليم العالي الأفريقي.

## رسالة الاتحاد
هي الرفع من جودة التعليم العالي في أفريقيا وتقوية مساهمته في جهود التنمية بها وذلك بتشجيع التعاون بين أعضائه بتوفير الدعم لمهامها الجوهرية المتمثلة في التدريس والتعلم والبحث والانخراط في المجتمع وتشجيع التفكير البناء وبناء الإجماع والتوافق حول القضايا التي تؤثر في التعليم العالي والتنمية في أفريقيا.

## مكونات الاتحاد الدستورية
مجلس الرؤساء والعمداء والعمداء المساعدين للجامعات الأفريقية الذي يتكون من الروؤساءوالمدراء التنفيديين للمؤسسات الأعضاء أو من يمثلهم، إضافة إلى المدعوين من قادة التعليم العالي وصناع القرار. ويجتمع المجلس كل سنتين للتداول حول القضايا والموضوعات التي تهتم بتطوير التعليم العالي في أفريقيا، وابداء التوصيات والتوجيهات بشأنها لأعضائه وإلى المهتمين بقضايا التعليم العالي.